# Brachymeria lingulata
Brachymeria lingulata is een vliesvleugelig insect uit de familie bronswespen (Chalcididae). De wetenschappelijke naam is voor het eerst geldig gepubliceerd in 1955 door Steffan.